# Ким, Чан
Чан Ким (англ. W. Chan Kim, кор. 김위찬; 1951, Чинджу, Южная Корея) — южнокорейский экономист, автор книги «Стратегия голубого океана», профессор, руководитель кафедры стратегического менеджмента бизнес-школы Insead (Франция), советник Европейского Союза, Малайзии и член Мирового экономического форума в Давосе. Входит в пятерку «лучших мыслителей мира» (англ. World Thinkers). Печатался в самых рейтинговых изданиях мира, посвященных менеджменту.
Его книга «Стратегия голубого океана» была переведена на 41 язык и разошлась миллионным тиражом.

## Биография
Отец Чан Кима был видным борцом за освобождение Кореи от Японии, за свои заслуги был похоронен на Национальном кладбище Республики Корея.
Чан Ким, окончив среднюю школу, поступил в Сеульский национальный университет, после завершения которого получил степень бакалавра искусств. Затем поступил в магистратуру Азиатского института менеджмента (Asian Institute of Management, AIM) на Филиппинах, основанного в 1968 году при участии Гарвардской школы бизнеса, где стал магистром бизнеса и менеджмента. Окончил аспирантуру школы бизнеса имени Стивена Росса при Мичиганском университете, получив степень доктора философии по стратегическому и международному менеджменту. Там же начал преподавательскую деятельность и стал профессором стратегического и международного менеджмента.